# Agricultura en la Unión Soviética

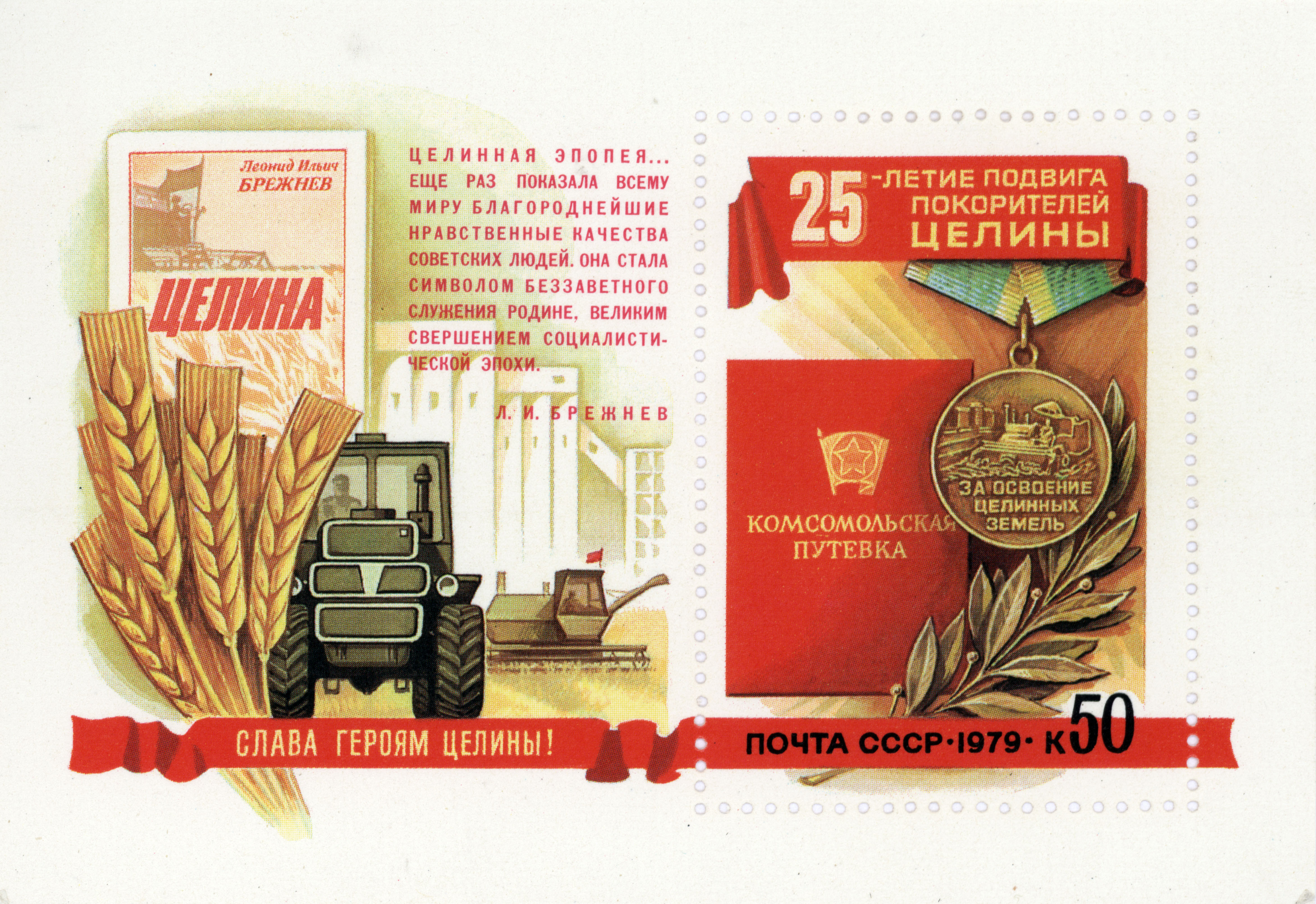
Cartel de propaganda soviética de 1979 sobre el "25.º Aniversario de la conquista de tierra virgen".

La agricultura en la Unión Soviética estaba organizada en un sistema de granjas estatales y colectivas, conocidas como sovjoses y koljoses, respectivamente. Organizada a gran escala y, en cierta medida, altamente mecanizada, la Unión Soviética fue uno de los principales productores mundiales de cereal, a pesar de algunas malas cosechas (como en 1972 y 1975), por lo que necesitó de importaciones y redujo la economía. El plan quinquenal 1976-1980 desplazó recursos en favor de la agricultura y la cosecha de 1978 fue una de las mejores de la historia soviética. El algodón, la remolacha azucarera, la patata y el lino eran, también, algunos de los principales cultivos.
Sin embargo, a pesar de los inmensos recursos de la tierra, la extensa maquinaria, las industrias químicas y una gran fuerza rural la producción se vio obstaculizada en muchos ámbitos por el clima. Las condiciones eran mejores en la zona templada de la tierra negra que se extiende desde el sur de Rusia a través de Ucrania hacia el oeste, que abarca las porciones extremas del sur de Siberia.

## Historia
Después de una importante crisis del grano durante 1928, Iósif Stalin estableció el sistema de las granjas estatales y colectivas de la Unión Soviética, cuando reemplazó la Nueva Política Económica (NEP) con la agricultura colectiva, que agrupaba a los campesinos en granjas colectivas (koljoses) y las granjas estatales (sovjoses).

## Trabajo agrícola

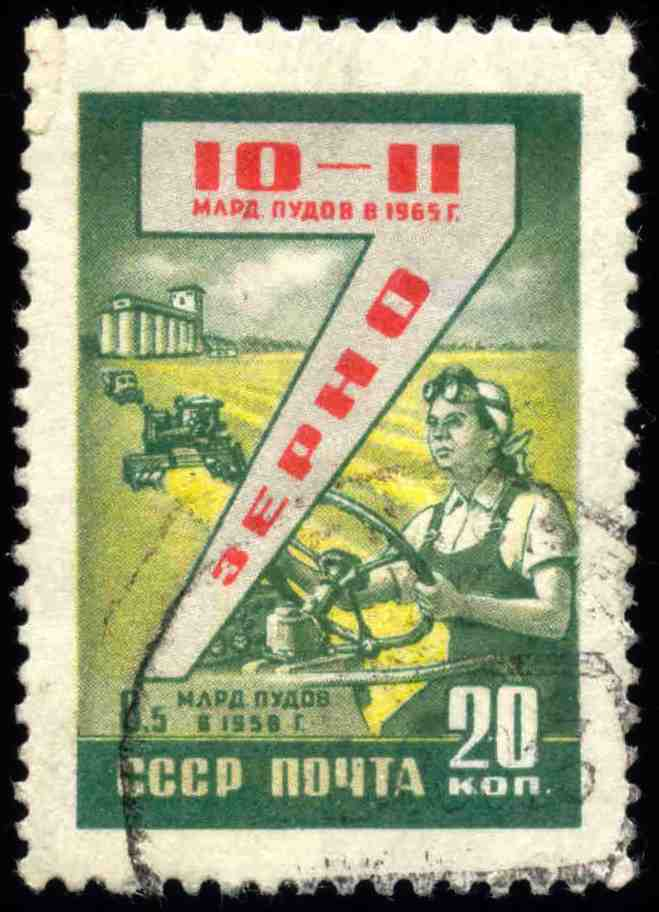
Sello soviético sobre la recogida del cereal en 1959.

La campaña de Stalin de colectivización forzada fue un factor importante que explica los malos resultados del sector. La colectivización se basó en un sistema de pasaportes internos para mantener a los agricultores vinculados a la tierra. Esto ha sido referido como una forma de "neoservidumbre", en la que la burocracia comunista sustituyó a los antiguos propietarios. En las nuevas granjas estatales y colectivas, la dirección exterior fracasó a la hora de controlar las condiciones locales del crecimiento y los campesinos estaban obligados, frecuentemente, a suministrar la mayor parte de su producción para el pago nominal.

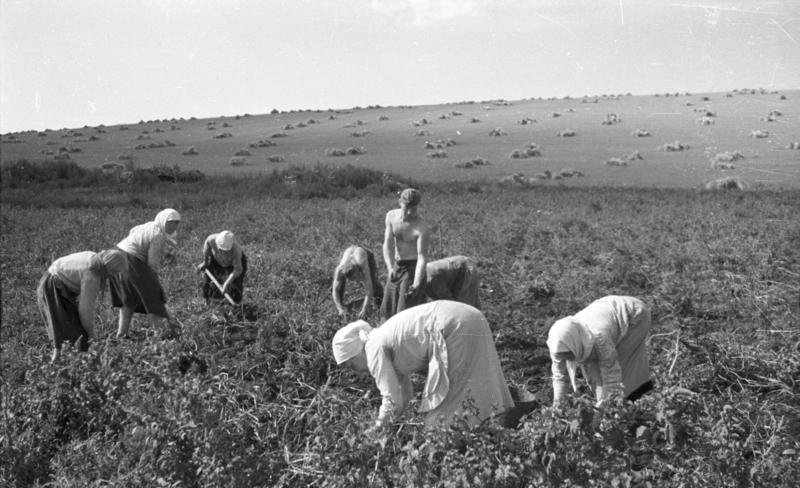
Agricultores en la región soviética de Besarabia en 1941.

Además, la injerencia en los asuntos del día a día de la vida campesina generó resentimiento y la alienación del trabajador a través del campo. El costo humano fue enorme; más de cinco millones de campesinos murieron de hambre debido, en gran parte, a la colectivización y éstos sacrificaron mucho ganado para su propio consumo. En las granjas colectivas y estatales, la baja productividad laboral fue una consecuencia del período soviético.
Los sovjoses tendían a enfatizar una producción a mayor escala que los koljoses y podían especializarse en ciertos cultivos. El gobierno tendió a proporcionarles una mejor maquinaria y fertilizantes. La productividad laboral (y los ingresos) fue más alta en los sovjoses. Los trabajadores de las granjas estatales recibieron salarios y prestaciones sociales, mientras que en las granjas colectivas recibían una parte de los ingresos netos de su granja basada, en parte, en el éxito de la cosecha y su contribución individual.
Aunque contaban con una pequeña porción de la tierra cultivada, las parcelas privadas produjeron una parte importante de la carne, leche, huevos y hortalizas del país. Aunque nunca ocuparon más del 4% de la tierra de cultivo en la Unión Soviética, las explotaciones privadas produjeron entre una cuarta y una tercera parte del producto agrícola soviético. Las granjas privadas realizaron varias tentativas para reestructurar las granjas soviéticas, pero los pobres incentivos de los trabajadores y la escasa autonomía de dirección no se abordaron pese a que eran los principales problemas.
Las parcelas privadas eran, también, una fuente importante de ingresos para las familias rurales. En 1977, las familias de los miembros de koljoses obtuvo el 72% de su carne, el 76% de los huevos y la mayoría de sus patatas y huevos procedentes de explotaciones privadas. Los productos excedentes, así como el ganado excedente, se vendió a los koljoses y sovjoses y también a las cooperativas de consumo del Estado. Las estadísticas normalmente no pueden representar la contribución real de las explotaciones privadas en la agricultura soviética. El único momento en que éstas fueron totalmente prohibidas fue durante la colectivización, cuando el hambre se llevó millones de vidas.

## Problemas derivados
Alekséi Kosyguin, Presidente del Consejo de Ministros, quiso reorganizar la agricultura soviética en lugar de aumentar las inversiones. Afirmó que la principal razón de la ineficiencia en el sector podría ser atribuido a la infraestructura del sector.

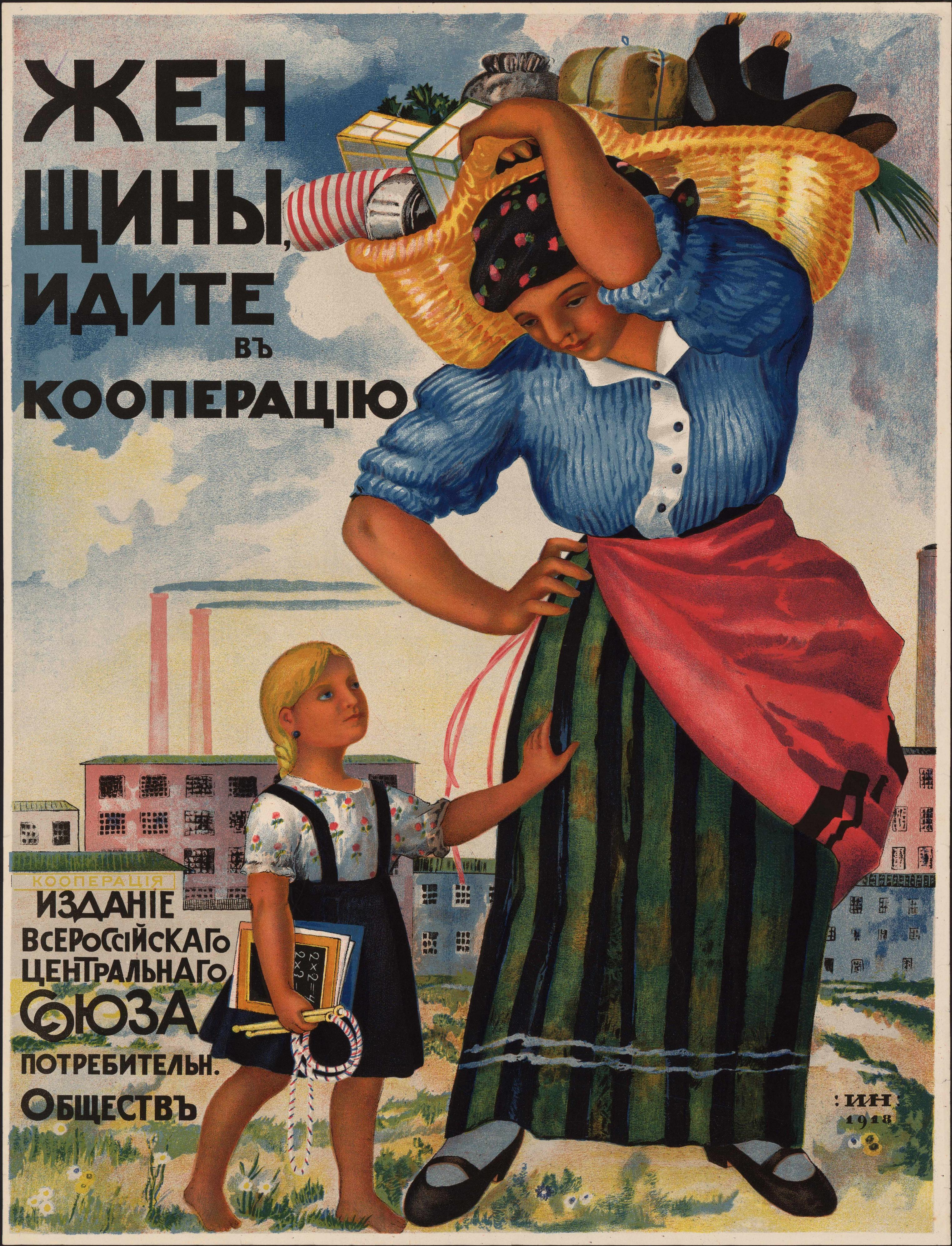
Cartel propagandístico soviético que reza: Mujer, a las cooperativas (1918).

La teoría detrás de la colectivización era que iba a sustituir a pequeña escala a las granjas no mecanizadas e ineficientes que entonces eran comunes en la Unión Soviética, con grandes explotaciones mecanizadas que producirían muchos más alimentos de manera eficiente. Lenin vio la agricultura privada como fuente de mentalidad capitalista y esperaba reemplazar las granjas, ya sea con sovjoses que convertiría a los agricultores en trabajadores "proletarios" o koljoses que, por lo menos, tienen un carácter colectivo. Sin embargo, muchos observadores aseguraron que, pese a algunos éxitos aislados, los koljoses y sovjoses no fueron eficientes, y el sector agrícola fue débil durante la mayor parte de la historia de la Unión Soviética.
Hedrick Smith escribió en The Russians (1976) que, según las estadísticas soviéticas, se produjo una cuarta parte del valor de la producción agrícola en 1973 de las parcelas privadas de los campesinos, que solo podían disponer del 2% de las tierras de cultivo. En la década de 1980, el 3% de la tierra estaba en parcelas privadas que produjeron más de una cuarta parte de la producción agrícola total, es decir, de diez veces más el área que el resto que estaba en propiedad común. Las cifras soviéticos afirmaron que la productividad de un campesino soviético era un 20-25% de la de un agricultor de Estados Unidos en la década de 1980.
Todo ello fue producto de una enorme inversión de la Unión Soviética en agricultura. Los costos de producción fueron muy altos, el gobierno soviético tenía que importar alimentos y tenía escasez generalizada de comida a pesar de que el país contaba con una gran parte de la mejor tierra agrícola del mundo y una elevada relación tierra/población.
Las afirmaciones de ineficiencia han sido criticadas, sin embargo, por el economista neomarxista Joseph E. Medley de la Universidad del Sur de Maine, en Estados Unidos. Las estadísticas basadas en el valor en lugar del volumen de producción puede dar una visión de la realidad, como el sector público de la alimentación que fue subvencionado en gran medida y se vendió a precios mucho más bajos que los productos del sector privado. Además, el 2-3% de las tierras cultivables asignadas como parcelas privadas no incluía el gran área asignada a los campesinos como pasto para el ganado privado; combinado con la tierra utilizada para producir grano para forraje, los pastos y los terrenos privados eran un total de casi 20% de la superficie agrícola soviética.
La agricultura privada también pudo ser relativamente ineficaz, teniendo aproximadamente el 40% de toda la mano de obra agrícola para producir solo el 26% de toda la producción de valor. Otro problema es que estas críticas tienden a discutir solo un pequeño número de productos de consumo y no tienen en cuenta el hecho de que los koljoses y sovjoses producían, principalmente, cereales, algodón, lino, forraje, semillas y otros bienes no consumibles con un valor relativamente bajo por unidad de área. Este economista admite algunas ineficiencias en la agricultura soviética, pero afirma que el fracaso del que informaron la mayoría de los expertos occidentales fue un mito. Él cree que las críticas anteriores estaban influidas por la ideología y hace hincapié en "la posibilidad de que la agricultura socializada puede ser capaz de hacer contribuciones valiosas a la mejora del bienestar humano".